# Caledoconcha
Caledoconcha is een geslacht van weekdieren uit de klasse van de Gastropoda (slakken).

## Soorten
- Caledoconcha carnosa Haase & Bouchet, 1998
- Caledoconcha mariapetrae Haase & Bouchet, 1998